# Hesthesis murinus
Hesthesis murinus är en skalbaggsart som beskrevs av Francis Polkinghorne Pascoe 1863. Hesthesis murinus ingår i släktet Hesthesis och familjen långhorningar. Inga underarter finns listade i Catalogue of Life.